# Famous Last Words (album)
Famous Last Words är Hedleys andra studioalbum, släppt den 30 oktober 2007, i Kanada. Albumet debuterade på #3 i Kanada. Den första singeln från albumet, "She's So Sorry", gavs ut till radio den 21 augusti 2007. Videon filmades i Toronto, Ontario, Kanada, den 30 augusti och hade premiär på MuchMusic den 20 september 2007. Den andra singeln, "For the Nights I Can't Remember", släpptes i november 2007. Den nådde till #6 på Canadian Hot 100.

## Låtlista
1. "She's So Sorry" - 3:33
2. "Hand Grenade" - 3:04
3. "Dying to Live Again" - 4:04
4. "Narcissist" - 3:10
5. "Bones Shatter (Never Say Never)" - 3:19
6. "Old School" - 3:41
7. "Been There Done That" - 3:16
8. "For the Nights I Can't Remember" - 4:02
9. "Brave New World" - 3:58
10. "Dear Blank" - 3:26
11. "Can't Go Back" - 4:01
12. "Never Too Late" - 4:00

### Bonuslåtar
1. "Lose My Number" - 3:14 (iTunes Preorder Bonus Track)
2. "Alison Wonderland" (outgiven)
3. "Paycheck" (outgiven)
4. "Nothing Else Matters" (outgiven)

## Singlar
- "She's So Sorry" (2007)
- "For the Nights I Can't Remember" (2007)
- "Never Too Late" (2008)